# Comuna Osiek
Gmina Osiek este o comună (în poloneză: gmina) rurală în powiat Brodnica, voievodatul Cuiavia și Pomerania, Polonia.
Comuna acoperă o suprafață de 75,12 km² și are, potrivit datelor din anul 2006, o populație de 479.